# Ильичёв, Борис Иванович
Бори́с Ива́нович Ильичёв (8 сентября 1929, Смоленск — 29 февраля 2000) — советский дипломат. Чрезвычайный и полномочный посол.

## Биография
В 1952 году окончил МГИМО.
- В 1958—1963 годах — младший референт, референт Отдела ЦК КПСС.
- В 1963—1967 годах — советник посольства СССР в Индонезии.
- В 1967—1973 годах — референт, заведующий сектором Отдела ЦК КПСС.
- С 6 марта 1974 по 22 июня 1978 года — чрезвычайный и полномочный посол СССР в Таиланде[1].
- В 1978—1979 годах — заведующий сектором Отдела ЦК КПСС.
- В 1979—1980 годах — директор главного пресс-центра Оргкомитета «Олимпиада-80».
- В 1980—1983 годах — заместитель заведующего Отделом печати МИД СССР.
- С 28 мая 1983 по 24 декабря 1986 года — чрезвычайный и полномочный посол СССР в Сомали[2].
- В 1986—1992 годах — на ответственной работе в центральном аппарате МИД СССР, России.

## Награды
- Орден «Знак Почёта».
- Юбилейная медаль «За доблестный труд в ознаменование 100-летия со дня рождения В. И. Ленина».
- Медаль «Ветеран труда».